# Ensisheim
Ensisheim település Franciaországban, Haut-Rhin megyében. Lakosainak száma 7362 fő (2022. január 1.). Ensisheim Munchhouse, Réguisheim, Ungersheim, Pulversheim, Ruelisheim és Battenheim községekkel határos.

## Népesség
A település népességének változása:
| Lakosok száma | 7395 | 7423 | 7534 | 7508 | 7522 | 7512 | 7475 | 7418 | 7362 |
|               | 2013 | 2015 | 2016 | 2017 | 2018 | 2019 | 2020 | 2021 | 2022 |